# Liste tibetischer Namen und Titel
Liste tibetischer Namen und Titel

## A–F
| Name      | Varianten der Umschrift                                   | Umschrift nach Wylie | Bedeutung                                                                |
| --------- | --------------------------------------------------------- | -------------------- | ------------------------------------------------------------------------ |
| Chakhyung | Chakyung, Jakhyung                                        | bya khyung           | Sanskrit: Garuda                                                         |
| Champa    | Jampa, Jamba, Djampa, Dschamba, Dschampa                  | byams pa             | freundlich, liebend, mitfühlend; Sanskrit: Maitreya                      |
| Changchub | Jangchub, Djangchub, Jangchup, Dschangchub, Dschangdschub | byang chub           | Erwachen; Sanskrit: Bodhi                                                |
| Chenmo    | -                                                         | chen mo              | groß, riesig, enorm (weiblich)                                           |
| Chenpo    | -                                                         | chen po              | groß, riesig, enorm (männlich)                                           |
| Chinpa    | Jinpa, Djinpa, Jimpa                                      | sbyin pa             | Großzügigkeit; Sanskrit: Dāna                                            |
| Chödrag   | Choedrak, Chodrak, Chödrak                                | chos grags           | Ruhm des Dharma; Sanskrit: Dharmakirti                                   |
| Chödrön   | Chodron                                                   | chos sgron           | Licht/Lehrer des Dharma                                                  |
| Chögyel   | Chogyal                                                   | chos rgyal           | Dharmakönig, buddhistischer Monarch; Sanskrit: Dharmaraja                |
| Chöje     | Chödje, Tschödsche, Choje                                 | chos rje             | Dharmameister; Ehrentitel für hohe Lamas                                 |
| Chökyi    | Chokyi, Chögyi, Chogyi, Choeki, Chöki, Choegi, Chögi      | chos kyi             | dem Dharma zugehörig                                                     |
| Chökyong  | Chokyong                                                  | chos skyong          | Schützer der Lehre; Sanskrit: Dharmapala                                 |
| Chöpel    | Chopal                                                    | chos dpal            | Glanz des Dharma                                                         |
| Chöphel   | Chophal                                                   | chos 'phel           | Verbreitung des Dharma                                                   |
| Chösang   | Chosang, Chözang, Chozang                                 | chos bzang           | edler Dharma (Ehrentitel für verdiente Mönche/Nonnen)                    |
| Chöying   | Choying                                                   | chos dbyings         | Sanskrit: Dharmadhatu                                                    |
| Chungne   | Jungne, Jungney, Djungne                                  | 'byung gnas          | Ursprung, Quelle, Geburtsort                                             |
| Dampa     | -                                                         | dam pa               | wahr, authentisch, heilig                                                |
| Dargye    | -                                                         | dar rgyas            | Fortschritt, Entwicklung, Erfolg, Wachstum                               |
| Dawa      | -                                                         | zla ba               | Mond, Mondscheibe; auch: für Personen die an einem Montag geboren wurden |
| Dechen    | Dechen                                                    | de chen              | Glück, Gross                                                             |
| Deleg     | Delek                                                     | bde legs             | Güte, Glück, Gutherzigkeit                                               |
| Desi      | -                                                         | sde srid             | Regent                                                                   |
| Drölma    | Dölma, Dolma, Drolma                                      | sgrol ma             | Retterin (Frauenname); Sanskrit: Tara                                    |
| Dokhar    | Dokar                                                     | mdo mkhar            |                                                                          |
| Döndrub   | Döndrub, Dhöndrup, Dondrup, Dhondrup, Thondup             | don grub             | bedeutsames ausführend, wohltätig, erfolgreich                           |
| Dönyö     | Dönyo, Doenyo, Donyo                                      | don yod              | bedeutungsvoll, wertvoll                                                 |
| Dorje     | Dorjé, Dorjee, Dorji, Dordje, Dordsche                    | rdo rje              | unzerstörbar, unveränderlich (Symbol des Vajrayana); Sanskrit: Vajra     |
| Dragpa    | Drakpa                                                    | grags pa             | bekannt, reputabel                                                       |
| Drime     | Drimed                                                    | dri med              | rein, klar, makellos                                                     |
| Drongtse  | Drongtshe                                                 | 'brong rtse          |                                                                          |
| Drönma    | Dronma                                                    | sgron ma             | Licht, Lampe (Ehrentitel; weiblich)                                      |
| Drubpa    | Grubpa                                                    | grub pa              | vollendet, fertig; Sanskrit auch Siddha                                  |
| Düdjom    | Dudjom                                                    | bdud 'joms           | Bezwinger der Maras                                                      |

## G–K
| Name      | Varianten der Umschrift            | Umschrift nach Wylie | Bedeutung                                                      |
| --------- | ---------------------------------- | -------------------- | -------------------------------------------------------------- |
| Gawa      | -                                  | dga' ba              | freudvoll, glücklich                                           |
| Geleg     | Gelek                              | dge legs             | rechtschaffen, gut                                             |
| Gelong    | -                                  | dge slong            | Mönch; Sanskrit: Bhikshu                                       |
| Gelongma  | -                                  | dge slong ma         | Nonne; Sanskrit: Bhikshuni                                     |
| Gendün    | Gendun, Gedün, Gedun, Gedhun       | dge 'dun             | Gemeinschaft; Sanskrit: Sangha                                 |
| Geshe     | -                                  | dge shes             | spiritueller Freund (Titel: buddhistischer Gelehrter)          |
| Gocha     | -                                  | go cha               | Rüstung                                                        |
| Gönpo     | Gonpo                              | mgon po              | Schützer, Herrscher, Führer; Sanskrit auch Mahakala            |
| Gyatsho   | Gyatso, Gyamtso, Gyamtsho          | rgya mtsho           | Ozean (metaphorisch); mongolisch: Dalai                        |
| Gyelpo    | Gyälpo, Gyalpo                     | rgyal po             | König, Monarch; Sanskrit: Raja                                 |
| Gyeltshab | Gyaltsap, Gyaltshab, Gyaltshap     | rgyal tshab          | Regent                                                         |
| Gyeltshen | Gyaltshen, Gyeltsen, Gyaltsen      | rgyal mtshan         | Siegesbanner (metaphorisch)                                    |
| Gyelwa    | Gyälwa, Gyalwa                     | rgyal ba             | Sieger (buddhagleich)                                          |
| Gyelwang  | Gyalwang                           | rgyal dbang          | König der Siegreichen (Jinas)                                  |
| Gyurme    | Jurme                              | 'gyur med            | unveränderlich                                                 |
| Jamgön    | Jamgon                             | 'jam mgon            | freundlicher Schützer                                          |
| Jampel    | Jamphel                            | 'jam dpal            | Sanskrit: Manjushri                                            |
| Jamyang   | Jamjang                            | 'jam dbyangs         | freundliche Stimme; Sanskrit: Manjugosha                       |
| Je        | Jey, Dje, Dsche                    | rje                  | der Besondere (Ehrentitel)                                     |
| Jetsün    | Jetsun, Djetsün, Dschetsün         | rje btsun            | der kostbare Meister                                           |
| Jetsünma  | Jetsunma, Djetsünma, Dschetsünma   | rje btsun ma         | die kostbare Meisterin                                         |
| Jigdral   | -                                  | 'jigs bral           | furchtlos                                                      |
| Jigme     | Jikme                              | 'jigs med            | furchtlos, mutig                                               |
| Jigten    | Jikten                             | 'jig rten            | irdisch, weltlich                                              |
| Kalön     | Kalon                              | bka' blon            | Minister                                                       |
| Kanglha   | -                                  | khang lha            | Heiliger Berg, Berg der Göttin (weiblicher Vorname)            |
| Karpo     | -                                  | dkar po              | Weiß (Farbe), positiv, rein                                    |
| Kelsang   | Kälsang, Kelzang, Kalsang, Kalzang | bskal bzang          | glückliches Zeitalter                                          |
| Khandro   | Khadro                             | mkha' 'gro           | Himmelstänzerin (Frauenname); Sanskrit: Dakini                 |
| Khedrub   | Khädrup, Khedrub, Khendrup         | mkhas grub           | realisierter Meister                                           |
| Khenchen  | Kenchen                            | mkhan chen           | buddhistischer Gelehrter, Mahapandita, Abt eines Großklosters  |
| Khenpo    | Khempo                             | mkhan po             | buddhistischer Gelehrter, Abt                                  |
| Khensur   | Khenzur                            | mkhan zur            | ehemaliger Abt                                                 |
| Khyentse  | -                                  | mkhyen brtse         | Weisheit, Mitgefühl                                            |
| Könchog   | Khönchok, Konchok, Khonchok        | dkon mchog           | höchstes Prinzip, selten und tiefgründig, Sanskrit: Ratna      |
| Künga     | Kunga                              | kun dga'             | Glück, von allen gemocht; Sanskrit: Ananda                     |
| Künkhyab  | Kunkhyab                           | kun khyab            | durchdringend                                                  |
| Künkhyen  | Kunkhyen                           | kun mkhyen           | allwissend                                                     |
| Künsang   | Künzang, Kunsang, Kunzang          | kun bzang            | alles gut; Sanskrit: Samantabhadra                             |
| Kyabje    | Kyabdje, Kyabche, Kyabdsche        | skyabs rje           | umfassender Schutzherr, Zufluchtslama, Wurzellama (Ehrentitel) |
| Kyobpa    | -                                  | skyob pa             | Schützer, Verteidiger, Retter                                  |

## L–O
| Name     | Varianten der Umschrift        | Umschrift nach Wylie | Bedeutung                                                               |
| -------- | ------------------------------ | -------------------- | ----------------------------------------------------------------------- |
| Lama     | -                              | bla ma               | spiritueller Lehrer; Sanskrit: Guru                                     |
| Legpa    | -                              | legs pa              | lobenswert, nützlich, gesund                                            |
| Lhading  | -                              | lha sdings           |                                                                         |
| Lhagpa   | -                              | lhag pa              | für Personen die an einem Mittwoch geboren wurden                       |
| Lhamo    | -                              | lha mo               | Göttin, Prinzessin (metaphorisch; weiblicher Vorname); Sanskrit: Devi   |
| Lhaje    | Lhadje, Lharje                 | lha rje              | Arzt, Heiler (Tibetische Medizin)                                       |
| Lhündrub | Lhundrup                       | lhun grub            | spontane Präsenz                                                        |
| Lingpa   | -                              | gling pa             | Name für einen Schatzfinder                                             |
| Lobsang  | Losang, Lobzang, Lozang        | blo bzang            | von edler Gesinnung, gebildet                                           |
| Loden    | -                              | blo ldan             | intelligent, weise                                                      |
| Lodrö    | Lödrö, Lodro                   | blo gros             | intelligent, sinnvoll                                                   |
| Lopön    | Lopon                          | slob dpon            | Meister; Sanskrit: Acharya                                              |
| Lotsawa  | -                              | lo tsa ba            | Übersetzer                                                              |
| Lungtog  | Lungtok                        | lung rtogs           | Lernen und Realisation                                                  |
| Mawe     | -                              | smra ba'i            | sprechen, erklären, philosophieren                                      |
| Methok   | Metog, Metok                   | me tho               | Blume (weiblicher Vorname)                                              |
| Migmar   | -                              | mig dmar             | für Personen die an einem Dienstag geboren wurden                       |
| Migyur   | Mingyur                        | mi 'gyur             | unveränderlich, konstant                                                |
| Mipham   | -                              | mi pham              | unbesiegbar (wie Maitreya); Sanskrit: Ajita (Arhat)                     |
| Namdröl  | Namdrol                        | rnam grol            | Befreiung; Sanskrit auch Nirvana                                        |
| Namgyel  | Namgyal                        | rnam rgyal           | siegreich                                                               |
| Namkha   | -                              | nam mkha'            | Raum, Offenheit; wie der Himmel                                         |
| Nangwa   | -                              | snang ba             | Erscheinung, Manifestation, Beweis                                      |
| Ngabo    | Ngapoi                         | nga phod             |                                                                         |
| Ngawang  | Ngagwang                       | ngag dbang           | Herr der Sprache (Manjushri)                                            |
| Norbu    | -                              | nor bu               | kostbares Juwel (Männername)                                            |
| Nüden    | Nudan                          | nus ldan             | kraftvoll, effektiv, einflussreich                                      |
| Nyima    | Nima                           | nyi ma               | Sonne; auch: für Personen die an einem Sonntag geboren wurden           |
| Nyinche  | Nyingche, Nyinje               | nyin byed            | Sonne (der/die das Tageslicht bringt), Safrangelb                       |
| Nyingpo  | -                              | snying po            | Herz, Essenz                                                            |
| Ö        | Öd, Od                         | 'od                  | Licht, Funke                                                            |
| Orgyen   | Urgyen, Ugyen, Ogyen           | o rgyan              | Oddiyana/Uddiyana (Geburtsort des Padmasambhava)                        |
| Ösel     | Osel, Ösäl, Ösal, Ödsal, Odsal | 'od gsal             | hell, glänzend, strahlend; auch: „klares Licht“, Sanskrit: Prabhashvara |
| Öser     | Özer, Oser, Ozer, Odzer        | 'od zer              | Lichtstrahl                                                             |

## P–S
| Name      | Varianten der Umschrift                     | Umschrift nach Wylie | Bedeutung                                                       |
| --------- | ------------------------------------------- | -------------------- | --------------------------------------------------------------- |
| Pagsam    | -                                           | dpag bsam            | bedenkenswert, beachtlich, wunscherfüllend                      |
| Pasang    | -                                           | pa sangs             | für Personen, die an einem Freitag geboren wurden               |
| Pel       | Päl, Pal                                    | dpal                 | Sanskrit: Shri (Ehrentitel)                                     |
| Pelbar    | Pälbar, Palbar                              | dpal 'bar            | Funke der Perfektion, Fackel                                    |
| Pelden    | Pälden, Palden                              | dpal ldan            | erhaben, erlaucht                                               |
| Peldrön   | Päldrön, Päldron, Paldron                   | dpal sgron           | ruhmreiches Licht                                               |
| Pelgön    | Palgon                                      | dpal mgon            | ruhmreicher Schützer; Sanskrit: Shrinatha                       |
| Peljor    | Päljor, Paljor, Päldschor                   | dpal 'byor           | wohlhabend, ruhmreich                                           |
| Pelmo     | Pälmo, Palmo                                | dpal mo              | höchst ruhmreich, glorreich, strahlend (Frauenname)             |
| Pelsang   | Pälsang, Palsang, Palzang                   | dpal bzang           | ruhmreich, exzellent; Sanskrit: Shribhadra                      |
| Pelsangpo | Pälsangpo, Palsangpo, Palzangpo, Pel Sangpo | dpal bzang po        | siehe Pelsang                                                   |
| Pema      | Padma                                       | pad ma               | Lotos (metaphorisch)                                            |
| Pemba     | -                                           | spen pa              | für Personen die an einem Samstag geboren wurden                |
| Penchen   | Pänchen, Panchen                            | pan chen             | Sanskrit: Mahapandita                                           |
| Phüntshog | Püntsok, Phuntsok, Puntsok                  | phun tshogs          | vorzüglich, Fülle an Exzellenz                                  |
| Phurba    | Phurpa, Phurbu oder Phurpu                  | phur ba              | dreiseitiger, einem Dolch oder Nagel ähnelnder Ritualgegenstand |
| Phurbu    | -                                           | phur bu              | für Personen die an einem Donnerstag geboren wurden             |
| Püljung   | -                                           | phul 'byung          |                                                                 |
| Rabgye    | -                                           | rab rgyas            | Verbreiter                                                      |
| Rabjam    | Rabdjam                                     | rab 'byams           | tiefgründig, riesig, unermesslich                               |
| Rabten    | Rabtän, Rabtan                              | rab brtan            | unentwegt, zuverlässig, standhaft (wie Airavata)                |
| Rangjung  | Rangdjung                                   | rang byung           | selbstentstehend                                                |
| Repa      | -                                           | ras pa               | Baumwollhemd (braucht keine Kleidung; beherrscht Tummo)         |
| Rigpa     | Rikpa                                       | rig pa               | Intelligenz                                                     |
| Rigpe     | Rikpe                                       | rig pa'i             | siehe Rigpa                                                     |
| Rigdzin   | Rigzin, Rikzin                              | rig 'dzin            | Wissenshalter; Sanskrit: Vidyadhara                             |
| Rinchen   | Rintschen                                   | rin chen             | wertvoll                                                        |
| Rinpoche  | Rimpoche, Rinpotsche                        | rin po che           | der Wertvolle, Juwel                                            |
| Sampo     | -                                           | bsam pho             |                                                                 |
| Samten    | Samtän                                      | bsam gtan            | Sanskrit: Dhyana Meditation                                     |
| Sangpo    | Zangpo                                      | bzang po             | wertvoll, positiv                                               |
| Sanggye   | Sangye                                      | sangs rgyas          | Buddha                                                          |
| Sarjung   | -                                           | gsar byung           |                                                                 |
| Sarma     | -                                           | gsar ma              |                                                                 |
| Sengge    | Senghe, Senge                               | seng ge              | Löwe; Sanskrit: Singha, Simha                                   |
| Shenphen  | Shenpen, Zhenphen, Zhenpen                  | gzhan phan           | Menschenfreundlichkeit, Altruismus                              |
| Shenyen   | -                                           | bshes gnyen          | spiritueller Freund, Lehrer                                     |
| Sherab    | -                                           | shes rab             | Wissen, Weisheit; Sanskrit: Prajna                              |
| Shönnu    | Shonnu, Zhonnu, Zhönnu                      | gzhon nu             | jugendlich                                                      |
| Sönam     | Sonam                                       | bsod nams            | verdienstvoll, tugendhaft                                       |

## T–Z
| Name                     | Varianten der Umschrift          | Umschrift nach Wylie         | Bedeutung                                                                         |
| ------------------------ | -------------------------------- | ---------------------------- | --------------------------------------------------------------------------------- |
| Taglha                   | Taklha                           | stag lha                     | Tigergott                                                                         |
| Tharchin                 | -                                | mthar phyin                  | Vollendung                                                                        |
| Tobden                   | -                                | stobs ldan                   |                                                                                   |
| Trashi                   | Tashi, Taschi                    | bkra shis                    | glücklich, erfolgreich                                                            |
| Tendzin                  | Tendsin, Tenzin, Tenzing         | bstan 'dzin                  | buddhistischer Lehrer                                                             |
| Tenpa                    | Tänpa                            | bstan pa                     | (buddhistische) Lehre                                                             |
| Tenpe                    | -                                | bstan pa'i                   | siehe Tenpa                                                                       |
| Tenphel                  | -                                | bstan 'phel                  | Verbreiter der (buddhistischen) Lehre                                             |
| Tertön                   | Terton                           | gter ston                    | Schatzfinder                                                                      |
| Thaye                    | -                                | mtha' yas                    | grenzenlos, endlos                                                                |
| Thegchog                 | Tekchok, Thegchok, Tegchog       | theg mchog                   | höchstes Fahrzeug                                                                 |
| Thubten                  | Tubten, Thupten                  | thub bstan                   | Lehre des Shakyamuni                                                              |
| Tobgyel                  | Tobgyal                          | stobs rgyal                  | der Starke                                                                        |
| Tönpa                    | Tonpa, Tompa                     | ston pa                      | Lehrer, Instruktor                                                                |
| Thrichen/Thripa/Thridzin | Trichen/Tripa/Trizin             | khri chen/khri pa/khri 'dzin | Thronhalter; Abt eines (Groß)klosters                                             |
| Thrimön                  | Trimön                           | khri smon                    |                                                                                   |
| Thrinle                  | Trinle, Trinley, Thinle, Thinley | phrin las                    | erleuchtete Aktivität                                                             |
| Tobgye                   | -                                | stobs rgyas                  |                                                                                   |
| Trekang                  | -                                | bkras khang                  |                                                                                   |
| Trülku                   | Trulku, Tulku                    | sprul sku                    | wiedergeborener Meister, Ausstrahlungskörper; Sanskrit: Nirmanakaya               |
| Tsemo                    | -                                | rtse mo                      | Gipfel, Höhepunkt                                                                 |
| Tsenpo                   | Tsänpo                           | btsan po                     | Herrscher, Autorität                                                              |
| Tsensang                 | Tsensang                         | tsen sang                    | Leuchtender Name                                                                  |
| Tshangyang               | Tsangyang                        | tshangs dbyangs              | göttliche Stimme (wie Brahma)                                                     |
| Tsheten                  | Tseten                           | tshe brtan                   | gefahrenloses, problemloses Leben                                                 |
| Tshering                 | Tsering                          | tshe ring                    | langes Leben                                                                      |
| Tshewang                 | Tsewang                          | tshe dbang                   | mit Einfluss auf langes Leben; Sanskrit auch Abhisheka                            |
| Tshülthrim               | Tsultrim, Tshultrim, Tsültrim    | tshul khrims                 | ethisch, verantwortlich; Sanskrit: Sila                                           |
| Tsipön                   | Tsipon, Tsepon                   | rtsis dpon                   | Finanzminister                                                                    |
| Tsomo                    | -                                | gtso mo                      | Meisterin, Herrscherin, Chefin                                                    |
| Tsöndrü                  | Tsondru                          | brtson 'grus                 | Eifer, Fleiß                                                                      |
| Wangdu                   | -                                | dbang sdud                   |                                                                                   |
| Wangdü                   | -                                | dbang 'dus                   |                                                                                   |
| Wangchug                 | Wangchuk, Wangchuck              | dbang phyug                  | mächtiger Mann, Herrscher                                                         |
| Wanggyel                 | Wanggyal, Wangyal                | dbang rgyal                  | Name für eine mächtige Person                                                     |
| Wangmo                   | -                                | dbang mo                     | mächtige Frau                                                                     |
| Wangpo                   | -                                | dbang po                     | Sinnesorgan, mächtiger Mann, Fähigkeit, Möglichkeit; Sanskrit auch Indra, Indriya |
| Yeshe                    | Yeshey, Yeshi, Yishey            | ye shes                      | zeitlose Erkenntnis; Sanskrit: Jnana                                              |
| Yongdzin                 | Yongdsin, Yongzin                | yongs 'dzin                  | Tutor, Lehrer                                                                     |
| Yönten                   | Yonten, Yontan                   | yon tan                      | kompetent, kunstfertig, geschickt                                                 |